# Quod Votis
Quod Votis est une encyclique de Léon XIII donnée le 30 avril 1902 qui porte sur la création d'une nouvelle université catholique.
Cette encyclique est adressée à l'archevêque de Vienne Anton Josef Gruscha, au prince-évêque de Wroclaw Georg von Kopp, à l'archevêque de Prague Lev Skrbenský z Hříště, à l'archevêque de Cracovie, Jan Puzyna de Kosielsko et aux autres archevêques et évêques d'Autriche. Elle donne la permission de fonder une université catholique tel que demandé plusieurs années auparavant.